# Cydnus

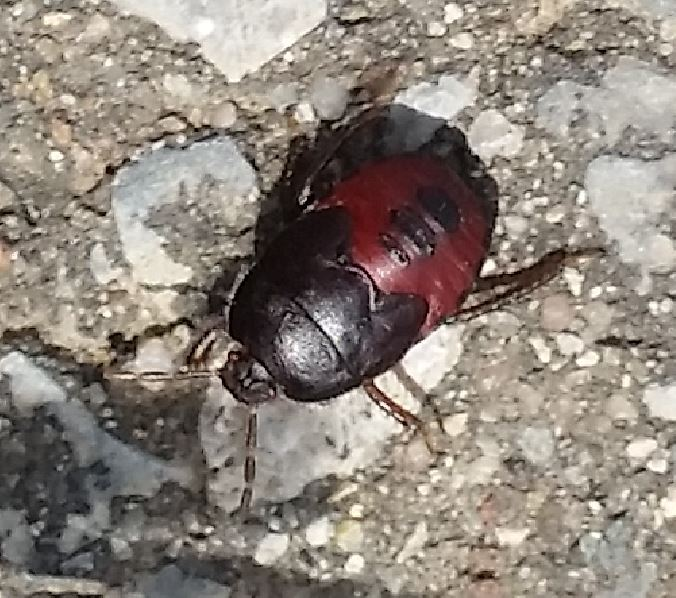
Larwa ziemika tarczycy

Cydnus – rodzaj pluskwiaków różnoskrzydłych z rodziny ziemikowatych i podrodziny Cydninae.

## Morfologia i zasięg
Pluskwiaki o owalnym w zarysie ciele długości od 8 do 13 mm. Ubarwione są czarno, czarnobrązowo lub brązowo, bez jaśniejszych wzorów czy plam. Głowę mają nieco rozpłaszczoną, wzdłuż brzegów zaopatrzoną w osadzone w porach szczecinki, ale pozbawioną grubych kolców. W pewnej odległości od przedniego brzegu nadustka leży para szczecinek. Wzdłuż brzegów bocznych przedplecza również biegnie rządek osadzonych w porach szczecinek, które osiągają większą długość niż na głowie. Tarczka jest krótka, niewiele szersza niż dłuższa lub tak szeroka jak długa, w zarysie zbliżona do trójkąta równobocznego, dochodząca co najwyżej do połowy długości odwłoka. Półpokrywy mają od 1 do 3 długich szczecinek na żyłce kostalnej. Gruczoły zapachowe zatułowia mają ujścia, duże, wydłużone i płatkowate. Odnóża przedniej pary są grzebne; mają spłaszczone, rozszerzone ku szczytowi, uzbrojone w liczne i grube kolce golenie
Współcześni przedstawiciele rodzaju zasiedlają krainy: palearktyczną, orientalną i australijską. W Polsce występuje tylko C. aterrimus.

## Taksonomia
Takson ten wprowadzony został w 1803 roku przez Johana Christiana Fabriciusa. W zapisie kopalnym znany jest od wczesnego oligocenu. Obejmuje 29 opisanych gatunków, w tym 10 współczesnych:
- †Cydnus acriscutatus Förster, 1891
- †Cydnus archaicus Meunier, 1915
- †Cydnus armiger Förster, 1891
- †Cydnus atavinus (Heer, 1853)
- Cydnus aterrimus (Forster, 1771) – ziemik tarczyca
- Cydnus borneensis Lis, 1994
- †Cydnus brevicollis (Heer, 1853)
- †Cydnus brevicrassus Förster, 1891
- Cydnus brunnipennis Fabricius, 1803
- †Cydnus cinctus Förster, 1891
- †Cydnus cristatus Theobald, 1937
- †Cydnus dignus Förster, 1891
- Cydnus elevata (Uhler, 1860)
- †Cydnus heeri (Oustalet, 1874)
- Cydnus horvathii (Signoret, 1881)
- Cydnus incisus (Distant, 1901)
- Cydnus indicus Westwood, 1803
- Cydnus luzonicus (Lis, 1994)
- †Cydnus maximus Förster, 1891
- †Cydnus meunieri Theobald, 1937
- †Cydnus oeningensis Heer, 1853
- †Cydnus parvus Förster, 1891
- Cydnus pericarti Lis, 1996
- †Cydnus picatus Statz & Wagner, 1950
- †Cydnus pygmaeus (Heer, 1853)
- †Cydnus sagittifer (Heer, 1853)
- †Cydnus solutus Förster, 1891
- Cydnus sulawesicus (Lis, 1991)
- †Cydnus tertiarius (Heer, 1853)